# Polyplosphaeria fusca
Polyplosphaeria fusca är en svampart som beskrevs av Kaz. Tanaka & K. Hirayama 2009. Polyplosphaeria fusca ingår i släktet Polyplosphaeria och familjen Tetraplosphaeriaceae.   Inga underarter finns listade i Catalogue of Life.